# Hovedhuset
HovedHuset er et arbejdsfællesskab for voksne med erhvervet hjerneskade, der fokuserer på at få hjerneskadede i meningsfuld beskæftigelse. 
HovedHuset tilbyder et forløb, hvor hjerneskadede på en utraditionel måde får afprøvet deres kompetencer, så de bliver rustet til at søge de job, der modsvarer deres ønsker. De hjerneskadede medlemmer deltager i hverdagens arbejdsfællesskab og udfører forskellige arbejdsopgaver og bliver på den måde bevidste om deres færdigheder. 
Samtidig arbejdes der på, at den hjerneskadede kan komme i meningsfuld beskæftigelse uden for HovedHuset, enten på det ordinære, det rummelige eller det frivillige arbejdsmarked.
For at sikre, at overgangen fra HovedHuset til beskæftigelse bliver en succes, fastholdes kontakten til de medlemmer, der er kommet i beskæftigelse, og der føres en løbende dialog med arbejdspladserne.
HovedHuset er et projekt under Hjerneskadeforeningen og er støttet af Socialministeriets satspulje.
HovedHuset